# Transatlantic (sèrie de televisió)
Transatlantic és una sèrie de televisió limitada de set parts creada per Anna Winger i Daniel Hendler, basada en la novel·la The Flight Portfolio de Julie Orringer, que alhora està basada en la història real del Comitè de Rescat d'Emergència. La sèrie va tancar el festival Séries Mania el març de 2023. abans de la seva estrena a Netflix el 7 d'abril de 2023. S'ha subtitulat al català.

## Repartiment

### Principal
- Gillian Jacobs com a Mary Jayne Gold[1]
- Lucas Englander com a Albert Hirschman
- Cory Michael Smith com a Varian Fry[1]
- Ralph Amoussou com a Paul Kandjo
- Deleila Piasko com a Lisa Fittko
- Amit Rahav com a Thomas Lovegrove
- Grégory Montel com a Philippe Frot
- Corey Stoll com a Graham Patterson

### Recurrent
- Moritz Bleibtreu com a Walter Benjamin
- Alexander Fehling com a Max Ernst
- Jonas Nay com a Walter Mehring
- Lolita Chammah com Lorène Letoret
- Luke Thompson com a Hiram "Harry" Bingham
- Jodhi May com a Peggy Guggenheim
- Rafaela Nicolay com a Margaux
- Henriette Confurius com a Lena Fischmann
- Yoli Fuller com a Souleymane Toure
- Nadiv Molcho com a Bill Freier
- Yulia Antoshchuk com a dona ucraïnesa

## Episodis
| Núm. | Títol                     | Direcció                            | Guió                         | Data d'estrena original |
| ---- | ------------------------- | ----------------------------------- | ---------------------------- | ----------------------- |
| 1    | «Hiding Hand Principle»   | Stéphanie Chuat i Véronique Reymond | Anna Winger i Daniel Hendler | 7 d'abril de 2023       |
| 2    | «The Angel of History»    | Stéphanie Chuat i Véronique Reymond | Anna Winger i Daniel Hendler | 7 d'abril de 2023       |
| 3    | «The Wilderness»          | Stéphanie Chuat i Véronique Reymond | Anna Winger                  | 7 d'abril de 2023       |
| 4    | «No Road Back»            | Stéphanie Chuat i Véronique Reymond | Steve Bailie                 | 7 d'abril de 2023       |
| 5    | «The Human Condition»     | Mia Maariel Meyer                   | Isabel Teitler               | 7 d'abril de 2023       |
| 6    | «Pure Psychic Automatism» | Mia Maariel Meyer                   | Carey McKenzie i Anna Winger | 7 d'abril de 2023       |
| 7    | «Fire in the Snow»        | Mia Maariel Meyer                   | Tunde Aladese                | 7 d'abril de 2023       |